# Lorentz Eichstadt
Lorentz Eichstadt, latinizzato in Laurentius Eichstadius, (Stettino, 10 agosto 1596 – Danzica, 8 giugno 1660), è stato un medico e astronomo tedesco.
Tra il 1612 e il 1613 studiò presso l’Università di Greifswald, quindi dal 1614 all'Università di Wittenberg allora chiamata Alma Mater Leucorea. Tra il 1617 e il 1619 studiò presso diverse Università in Germania e Olanda, per poi praticare l’attività medica dal 1619 ad Altenburg. Nel 1621 conseguito il dottorato a Wittenberg si stabilì a Stargard nella Pomerania Occidentale. Fu responsabile della medicina pubblica (Stadtphysicus) a Stettino a soli 24 anni. Nel 1645 fu nominato Stadtphysicus a Danzica e professore di medicina, matematica e fisica presso il Akademischen Gymnasium della stessa città dove lavorò fino alla data della sua morte. Fu autore di calendari allora intesi come un insieme di notizie astronomiche, astrologiche, matematiche nonché di scritti vari e poesie redatti da un'unica persona.
A Lorenz Eichstadt la UAI ha intitolato il cratere lunare cratere Eichstadt

## Pubblicazioni
Pubblicò numerosi trattati e scritti tra cui:
- Disputationum de Corpore mixto in genere Quinta, De Qualitatibus secundis corporis Misti, Et primo quidem De Coloribus  (Wittenberg 1615) - Copia digitale in Pomeranian Digital Library
- Prognosticon de Coniunctione Magna Saturni et Jovis in Trigono Igneo Leonis (Stettino 1622)
- De confectione Alchermes ... Dissertatio et Exercitatio Medica  (Stettino 1634) - Copia digitale Google Books
- Ephemerides  (Stettino 1634 e 1636, Danzica 1644)
- Tabulae Harmonicae Coelestium Motuum Tum Primorum, Tum Secundorum, Seu Doctrinae Theoriae Spaerichae et Theoriae Planetarum  (Stettino 1644) - Copia digitale Google Books
- An Camphora Hippocrati, Aristoteli ... Disquisitio[collegamento interrotto]  (Danzica 1650) Copia Digitale in Universitatsbibliothec Erlangen-Nurnberg
- Collegium physicum  (Danzica 1654-1658)